# Draconian
Draconian este o trupa de doom metal din Säffle, Suedia, formată în 1994. Membrii trupei sunt:Anders Jacobsson (vocal), Lisa Johansson (vocal), Johan Ericson (chitara), Jerry Tortensson (baterie), Daniel Arvidsson (chitară), Fredrik Johansson (chitară bas) și Andreas Karlsson (clape). În mai 1994 toboșarul și vocalistul Jesper Ericson, basistul și vocalistul Jesper Stolpe și chitaristul Andy Hindenäs au format trupa Kerberos, la început cântând melodic death metal cu influențe de black metal. 

## Discografie
- Where Lovers Mourn (2003)
- Arcane Rain Fell (2005)
- The Burning Halo (2006)
- Turning Season Within (2008)
- A Rose for the Apocalypse (2011)

### Single-uri
- No Greater Sorrow (2008)

### Albume de studio
- Shades of A Lost Moon (1995)
- In Glorious Victory (1997)
- The Clossed Eyes of Paradise (1999)
- Frozen Features (2000)
- Dark Oceans we cry (2002)